# Barbara Weber
Barbara Weber (* 1975 in Wattwil in der Schweiz) ist eine Schweizer Regisseurin, Kuratorin und Intendantin.

## Leben
Barbara Weber studierte Regie am Institut für Theater, Musiktheater und Film in Hamburg  und erwarb einen CAS in Kulturbetriebsführung (ZHAW School of Management and Law). Ihr unplugged-Format, mit dem sie Blockbuster und moderne Mythen wie Michael Jackson, Mutter Teresa oder die RAF neu befragte, lief im deutschsprachigen Raum mit grossem Erfolg. „Hollywood unplugged“ sowie „RAF unplugged“ wurden zum Theater Impulse eingeladen. „RAF unplugged“ gewann den Preis des Fonds für Darstellende Künste Berlin. Sie arbeitete u. a. am HAU in Berlin, im Theaterhaus Gessnerallee, am Schauspiel Essen, dem Maxim-Gorki-Theater Berlin, den Münchner Kammerspielen und bei den Wiener Festwochen. Sie war von 2008 bis 2013 Kodirektorin des Theater Neumarktes in Zürich. Sie arbeitet als Regisseurin und Kuratorin/Produzentin u. a. am National Theatre Athens, Schauspielhaus Zürich, Theaterspektakel, Kunsthalle Zürich, Residenztheater München, am Schauspielhaus Wien, Bühnen Bern.
Sie hatte verschiedene Leitungspositionen inne, wie als Direktorin des Theater Neumarkt mit Rafael Sanchez 2008 - 2013, die Gesamtleitung des Reformationsjubiläum mit Martin Heller, Kunst:Szene Zürich 2018, Gesamtleitung mit Alexandra Blätter. Ausserdem war sie in der künstlerischen Kommission des IMPULSE Theater Festival für 6 Jahre.
Seit 2019 leitet sie das Projekt volldabei, welches sich für einen neuen Diskurs einsetzt zu Flucht, Asylverfahren und Migration und ist im Stiftungsrat des Miller’s Studio.
Seit 2023 designierte künstlerische Leiterin des Jubiläums "200 Jahre Johanna Spyri", welches 2027 stattfinden wird.
Barbara Weber ist die Schwester des Autors Peter Weber.
Sie lebt mit ihrer Familie in Zürich.

## Inszenierungen (Auswahl)
- 1999: Leidenschaften und Ungeziefer mit Texten von Ulrich Bräker, Chössi Theater, Toggenburg
- 2000–2004: Freundinnen. Ein Seminar, Schlachthaustheater Bern, Theater an der Winkelwiese, Zürich, diverse Gastspiele
- 2001: Trommeln in der Nacht von Bertolt Brecht, Theater am Neumarkt / Kampnagel, Hamburg
- 2002: hollywood unplugged no. 1 bonnie&clyde, Koproduktion Deutsches Schauspielhaus, Hamburg und Theaterhaus Gessnerallee, Zürich
- 2002: hollywood unplugged no. 2 rocky, Koproduktion Deutsches Schauspielhaus Hamburg und Theaterhaus Gessnerallee Zürich
- 2002: hollywood unplugged no. 3 star wars, Koproduktion Deutsches Schauspielhaus Hamburg und Theaterhaus Gessnerallee Zürich
- 2002: hollywood unplugged no. 4 titanic, Koproduktion Deutsches Schauspielhaus Hamburg und Theaterhaus Gessnerallee Zürich
- 2002: Die arabische Nacht von Roland Schimmelpfennig, Theater an der Winkelwiese, Schweizer Erstaufführung
- 2002–2008: hollywood unplugged-Die lange Nacht, Theaterhaus Gessnerallee, Hebbel Am Ufer, Berlin, Künstlerhaus Mousonturm, Frankfurt am Main, diverse Gastspiele in Europa.
- 2003: stars unplugged no. 1 britneyland, Theaterhaus Gessnerallee, Zürich
- 2004–2016: Heidi nach Johanna Spyri, Theater an der Sihl, Zürich, Europatour.
- 2004: ponyhof nach dem Film Rote Sonne, Theaterhaus Gessnerallee, Zürich
- 2004–2007: stars unplugged no. 2 mother t., Theaterhaus Gessnerallee, Zürich, Europatour
- 2004: Endstation Sehnsucht von Tennessee Williams, Schauspielhaus Graz
- 2005: Sauerstoff von Iwan Wyrypajew, Münchner Kammerspiele
- 2005–2008: RAF-unplugged, Hebbel Am Ufer, Berlin, Impulse 05, Theaterhaus Gessnerallee, Zürich, Europatour.
- 2005: X-Wohnungen, Hebbel Am Ufer, Berlin
- 2005: Les Syrènes nach Homer, Rote Fabrik, Zürich
- 2006: paultschi-unplugged, Volkstheater Wien
- 2006: Jacko-unplugged, Theaterhaus Gessnerallee, auawirleben Bern, Hebbel Am Ufer, Berlin
- 2006: Radikalisierungsgeisterbahn, Münchner Kammerspiele
- 2006: Viktor! Happiness is a warm gun nach Roger Vitrac, Salzburger Festspiele, Theater Freiburg
- 2006: Das Leben ist ein Traum von Pedro Calderón de la Barca, Schauspiel Essen
- 2006: fassbinder unplugged, Künstlerhaus Mousonturm, Frankfurt am Main
- 2006: Kebab von Gianina Carbunariu, Münchner Kammerspiele, diverse Gastspiele
- 2007: tanger unplugged, Münchner Kammerspiele
- 2007: Miss Sara Sampson von Gotthold Ephraim Lessing, Maxim Gorki Theater Berlin
- 2008: Die Lears, nach der Tragödie von William Shakespeare, Wiener Festwochen, HAU 2, Theater Neumarkt
- 2008: Hairstory, mit unvermeidbaren Bezügen zum Musical, Theater Neumarkt
- 2008–2013: Biografie: Ein Spiel von Max Frisch, Theater Neumarkt
- 2009: Anna Karenina von Lew Nikolajewitsch Graf Tolstoi Theater Neumarkt
- 2009: Wahlverwandtschaften von Johann Wolfgang Goethe, Maxim Gorki Theater Berlin
- 2009: Baby Jane ein Projekt von Barbara Weber und Carl Hegemann nach den Motiven des Filmes What ever happened to Baby Jane? Theater Neumarkt. Mit Mira Partecke in der Rolle der Baby Jane
- 2010: Brief an den Vater von Franz Kafka, Theater Neumarkt
- 2010: Are you still afraid of Virginia Woolf? ein Projekt von Barbara Weber und Michael Gmaj, Theater Neumarkt
- 2011: Die Nackten kleiden von Luigi Pirandello. In einer Neubearbeitung des Theater Neumarkt, in einer Übersetzung von Daniel Lerch, Theater Neumarkt
- 2011: Der gute Mensch von Sezuan von Bertolt Brecht. Theater Neumarkt
- 2012: Nebenan – The Vibrator Play von Sara Ruhl, Residenztheater München
- 2012: Orpheus descending, Tennessee Williams, Nationaltheater Athen
- 2013: Elegante Nichtigkeit, Musiktheater nach Richard Wagner. Kammerorchester-Fassung des Wesendonck-Liederzyklus durch Knut Jensen
- 2014: Der Richter und sein Henker, Friedrich Dürrenmatt, Theater Basel
- 2014: Die Jagd nach Liebe von Heinrich Mann, Residenztheater München
- 2014: Hunde Gottes von Thiemo Strutzenberger, Schauspielhaus Wien
- 2015: Kasimir und Karoline, Ödön von Horváth, Schauspielhaus Zürich
- 2015: La Marie Vison, Shuji Terayama, Kunsthalle Zürich, Kunsthalle Zürich, mit Tobias Madison et al.
- 2015: Artist in Residence, Kooperation mit der ZHDK Zürich
- 2015–2019: Co-Gesamtleitung ZH-Reformation.ch mit Martin Heller
- 2016: Making of Success, Manifesta Zürich, Theaterspektakel
- 2018: Projektleitung Kunst:Szene Zürich 2018, in Auftrag für die Stadt Zürich mit Alexandra Blättler.
- 2020: ZOMBIE TV, mit Elisabeth Bronfen, Theaterspektakel Zürich, Belvedere, Wien
- 2021: dear accomplice – Site-Specificwalk mit Alicia Aumüller und Giacomo Veronesi
- 2021: limbo diaries/ #myreallife, Audio-Installation, Helferei Zürich
- 2021: Filmischer Ausstellungsbeitrag zu «Gender», Stapferhaus Lenzburg
- 2021: Smartphone, eine Hörinstallation, mit Diana Rojas, für das Festival about us!
- 2022: Wer ist Walter von Ariane Koch, UA, Theater an der Winkelwiese, Zürich
- 2022: remote together – the reality vaccine, digitales COVID- 19-Rechercheprojekt, Berlin, Stockholm, Wien, Zürich
- 2022: a waiting room, Audio-Installation, Projektleitung. Kooperation mit *Rechtsberatung für Menschen in Not und Theater Bern. Theater Basel, Alte Billetkasse
- 2022: A walk to myself, Videowalk von Firas Shamsan mit Diana Rojas, Bühnen Bern
- 2023: Dear Jane Doe mit Alicia Aumüller, Schauspielhaus Zürich, Kurtheater Baden
- 2023: STO DROMO eine Audiotour, Festival about us! Zürich
- 2023: Bernbuch – meine weisse Stadt und ich, von Vincent O. Carter, UA, Theater Bern
- 2023: Temple Grandin – Das Mädchen auf dem Mars, ein multimediales Biopic Theater Stadelhofen Zürich, Bühnen Aarau
- 2024: Stillleben, Caren Jess, Theater Winkelwiese und Kunsthaus Zürich
- 2024: Die Entführung aus dem Serail, W.A. Mozart, Bühnen Bern, Premiere 4. Mai 2024
- 2024: Prima Facie von Susie Miller, Schauspielhaus Zürich, Premiere 16. November 2024
- 2025: Hedda Gabler, H. Ibsen, Bühnen Bern, Premiere 21. Februar 2025

## Leitungs- und kuratorische Tätigkeiten
- 200 Jahre Johanna Spyri, 2023- 2027: Künstlerische Leitung

- volldabei, seit 2019: Produktionsleitung

- Kunstszene Zürich: 2018, Kulturdepartement der Stadt Zürich: Künstlerische und inhaltliche Gesamtleitung mit Alexandra Blättler

- Reformationsjubiläum 2015 - 2019: inhaltlich- kuratorische Gesamtleitung mit Martin Heller

- Impulse Festival, 2018- 2024: Künstlerische Kommission und Scout Schweiz

- Theater Neumarkt, 2008 - 2013: Co-Direktion mit Rafael Sanchez

- Geschäftsführung Transit Productions, 2013 - jetzt

- Pro Kultur Kanton Zürich, 2018 - 2022: Präsidentin

## Lehrtätigkeiten
- 6/2008 Dozentin bei der Summer Academy, National Theater Athen and Drama School of National Theatre of Athens
- 05–06/2006 Lehrbeauftragte Institut für Theater-, Film- und Medienwissenschaft der Johann-Wolfgang-Goethe-Universität Frankfurt a. Main und Hochschule für Musik und Darstellende Kunst Frankfurt a. Main

## Auszeichnungen
- 2022: Werkjahr Landis & Gyr Stiftung
- 2007: Anerkennungspreis der St. Gallischen Kulturstiftung
- 2006: Preis des Fonds für Darstellende Künste Berlin

## Publikationen
- “Reformation”, (co-edited mit Martin Heller), Scheidegger+Spiess, 2021
- “Arbeitsbuch Theater Neumarkt 2008 - 2013”, Theater der Zeit, 2013